# Rodeller

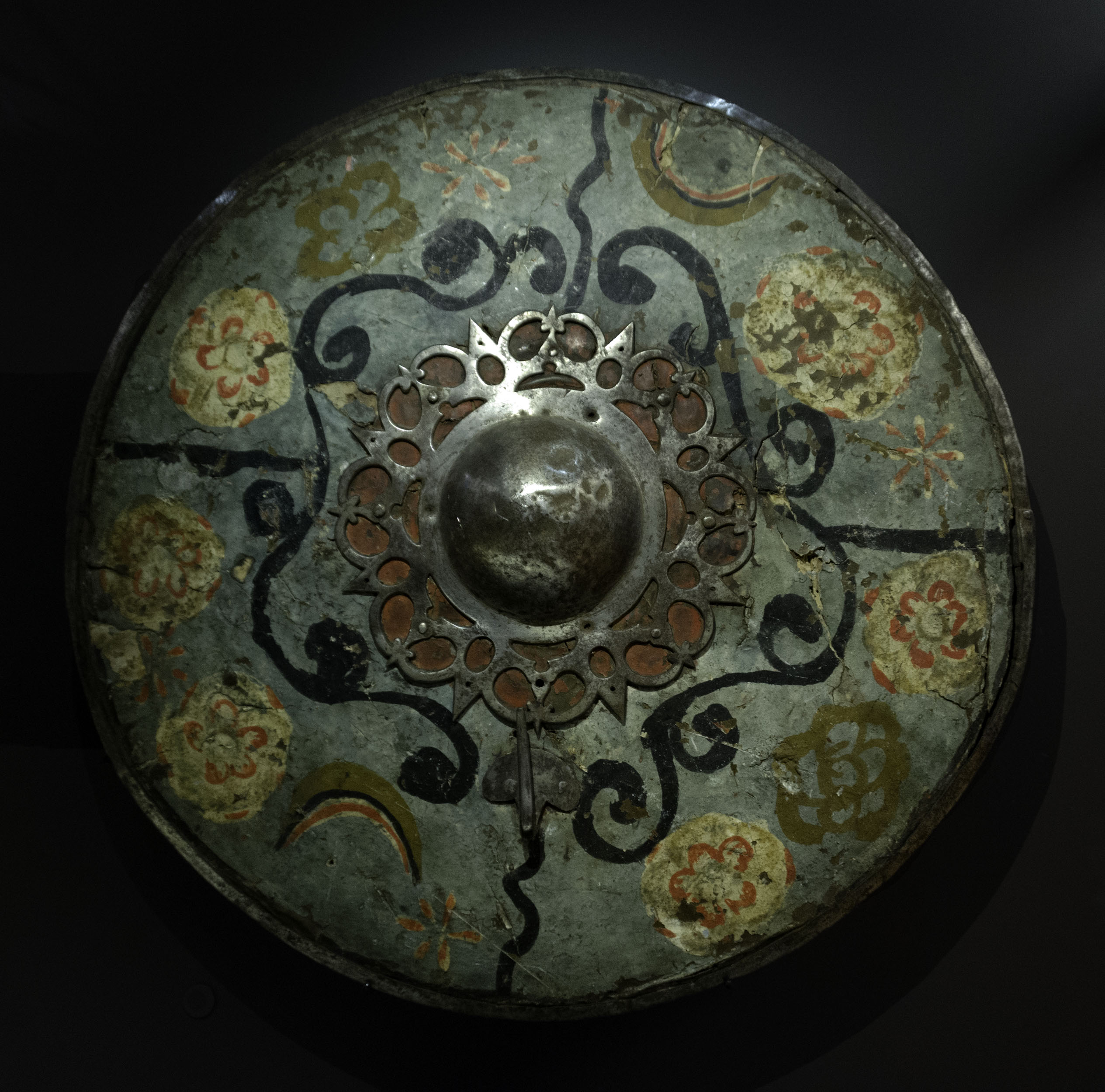
Rodella que portaven els rodellers

Els rodellers eren unes unitats de infanteria espanyola proveïdes d'espases i uns escuts rodons anomenats rodelles.
Aquesta combinació d'armes s'usava sovint contra les formacions de piquers i alabarders, ja que els espadatxins podien esquivar les mortíferes piques i infiltrar-se en les formacions per delmar-les des de dins.
La rodella és un tipus d'escut europeu del que aquestes unitats prenen el seu nom. Eren rodons o ovals i per aquesta raó es deien rodelles. Aquest escut podia ser d'acer, però també era costum per als tornejos fer els escuts de fusta coberts de cuir bullit, el que els feia molt resistents als impactes de llança. Està documentat que de vegades es van cobrir també de vellut d'algun color.
Hernán Cortés va desembarcar al Nou Món el 1506 amb poc més de 400 homes d'armes, entre ells hi havia un equip de rodellers. Els rodellers eren versàtils, capaços de lluitar en espais restringits, com la coberta d'una nau, i de respondre a les tàctiques de guerrilla dels enemics no europeus.